# Русские жалованные золотые монеты
Русские жалованные золотые монеты — монеты, которые изготавливались из золота, и с началом XV века использовались царями для награждения за выдающуюся службу или ратные подвиги. Награда, которую получал человек, зависела не только от его службы, но и от должности. Монеты, используемые как царские пожалования за службу, стали основой для развития наградной системы на территории страны.

## История
О появлении русских жалованных золотых монет впервые упоминается в источниках XV века. Эти монеты использовали цари для награждения людей, совершавших выдающиеся подвиги или тех, кого хотели отметить за выдающуюся службу. Вручаемая награда часто зависела от той должности, которую занимал награждаемый. Для простого воина наградой мог служить отрез ткани или позолоченная монета, а сотенный в награду получал золотую монету или 1/2 угорского. Монеты, которые жаловал царь, носились на одежде в качестве украшения. Если жалованные золотые и позолоченные монеты по каким-либо причинам не были вручены, они возвращались в Разрядный приказ и использовались для выдачи наград в будущем.
К монетам, жалованным за ратные подвиги XVI—XVII веков, относятся угорские (дукаты) Федора Ивановича, Бориса Годунова и Алексея Михайловича. Также португал (10 угорских) Алексея Михайловича, золотой в 1/4 угорского для войска Богдана Хмельницкого, золотой для участников Крымских походов в 1687 и 1689 году.
Жалованные золотые выдавались тем, кто отличился во время Троицкого похода 1682 года. Тогда царевна Софья Алексеевна была провозглашена правительницей при братьях царе Иване и Петре Алексеевичах. На монетах есть имена царей Ивана и Петра, а также впервые в русской истории женское имя — царевны Софьи.

### XVII век
В Русском государстве в период XVI—XVII веков была традиция массовых награждений, военная победа считалась подвигом всего войска. Несмотря на то, что жалованными монетами были как монеты золотые, так и позолоченные, они считались одинаково почётными. В «Приходно-расходной книге золотых и золочёных денег в Розряде» за 1613—1619 годы, зафиксировано 32 выдачи из Разрядного приказа золотых и позолоченных монет. Для проведения групповых награждений понадобилась 33 871 монет. Для награждения воевод и их помощников назначалось 620 круглых золотых монет, которые были кратными «угорскому». Для пожалования основной части войска были использованы золотые и позолоченные копейки и денги.

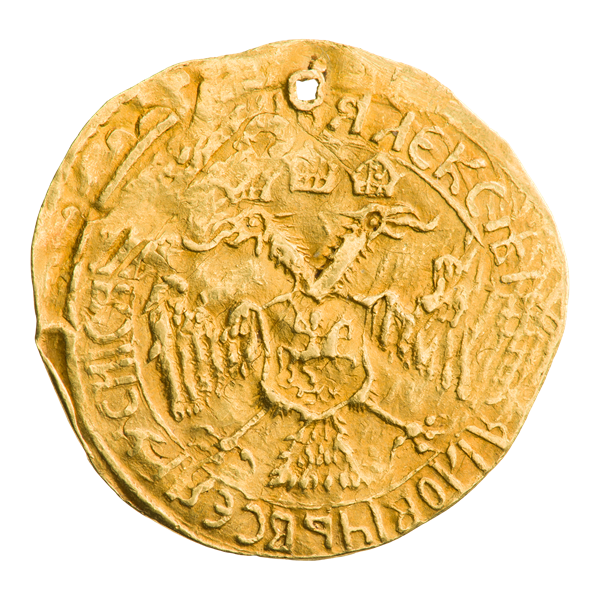
Угорский. Алексей Михайлович (аверс)

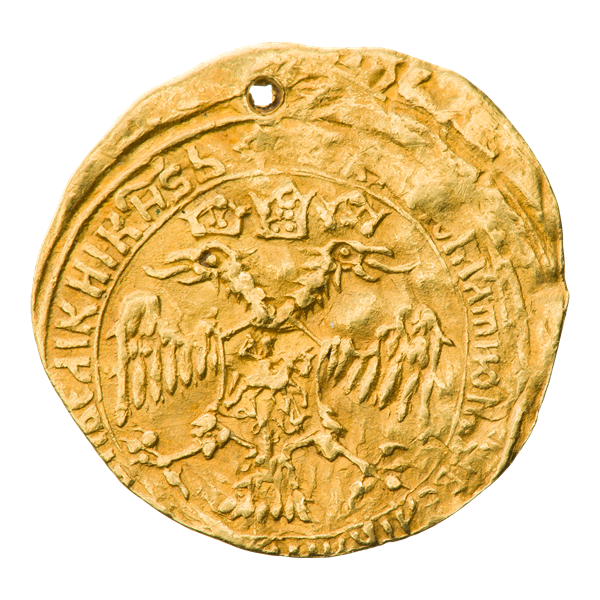
Угорский. Алексей Михайлович (реверс)

Стрельцы, пушкари и другие представители низшей прослойки русского войска обычно награждались золоченой денгой (1/2 копейки) или позолоченной копейкой. Золотую денгу или копейку получали дворяне, дети бояр, наемные «немцы», казачьи атаманы. Сотенные головы получали золотые копейки или «московские золотые», которые составляли 1/4 или 1/2 «угорского».
Золотые в 1 «угорский», 1 1/2, 2, 2 1/2 и более угорских использовались для пожалований воевод разного ранга и знатности. Очень почитаемой наградой была крупная золотая монета, которая жаловалась «с чепью» — золотой цепочкой для ношения знака.
Известен случай, датированный 1615 годом, когда за ратную службу был награжден отряд воеводы князя Б. М. Лыкова и стольника И. В. Измайлова. На монетах, жалованных им, значилось имя нового государя Михаила Федоровича. Воевода был награжден золотым в три «угорских», стольник — двойным «угорским», 31 «золотых московских в четверть золотого угорского» получили дьяк, сотенные головы, иноземные офицеры, татарские мурзы. Дворяне, дети боярские, иноземцы и татары получили 4 золотых копейки («новгородки») и 144 золотых денги («московски»). Казаки получили 35 позолоченных копеек, стрельцы и «охочие люди» — 87 позолоченных денежек.

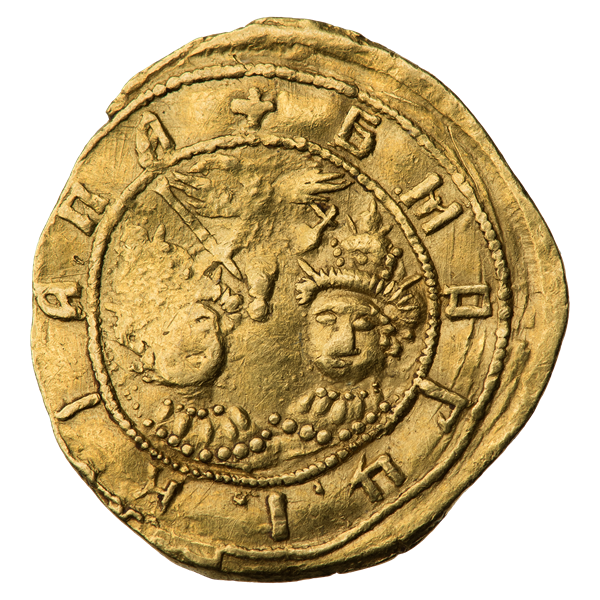
Пол-угорского Софьи Алексеевны (аверс)

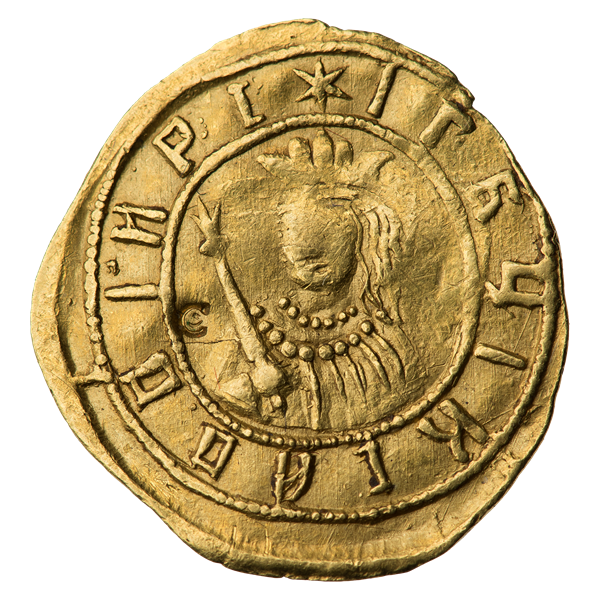
Пол-угорского. Софья Алексеевна (реверс)

При государе Михаиле Федоровиче и других царях Романовых, оформление жалованных золотых монет подчинялось метрологии «угорского» как его части или кратные. Аверс и реверс монеты содержал изображение двуглавого орла, которого увенчивали две, а с 1626 года уже три короны. На лицевой стороне монеты был изображен щит, размещавшийся на груди орла, и изображался единорог. На другой стороне был герб Москвы — св. Георгий на коне, который поражал копьем змея. Эти геральдические символы были изображены на многих крупных жалованных золотых царем Михаилом Федоровичем и Алексея Михайловича. На всех монетах царей Федора Алексеевича (1676—1682), Ивана Алексеевича и Петра Алексеевича, помещен герб Москвы. Внешний вид жалованных золотых в 1/2 и 1/4 «угорского» варьировался. На лицевой стороне круглой монеты Михаила Федоровича был изображен двуглавый орел без щита на груди. На обратной стороне была размещена надпись в несколько строк с царским титулом на копейках. «Проволочные» 1/2 угорского Алексея Михайловича отчеканены лицевым штемпелем угорского, на них сохранились остатки круговой надписи. Остальные знаки этого веса, выпущенные при Алексее Михайловиче, идут с изображением орла без щита на груди. Золотые монеты, которыми награждались воины, были одним из аспектов местничества — то есть системы распределения должностей и наград в зависимости от того, насколько был знатен род награждаемого. Размер и вес золотых монет были критерием почёта. Были случаи, когда воеводы отказывались от пожалований, потому что считали, что они не должны получать монеты меньше по размеру чем их сослуживцы, которые были им равны по знатности.

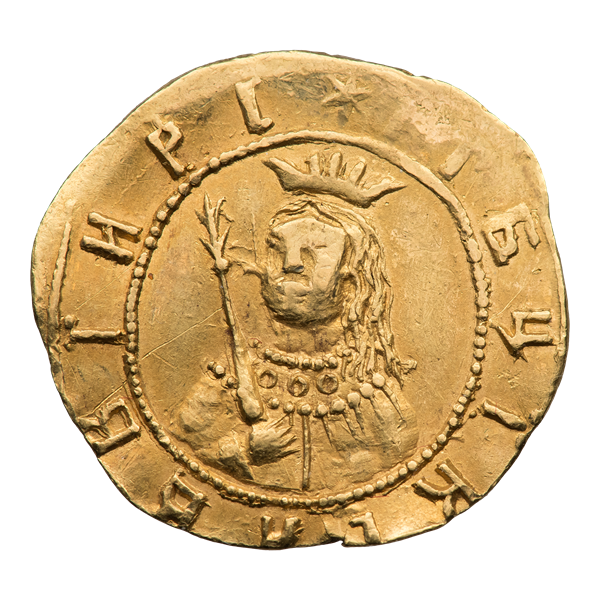
Угорский Софьи Алексеевны (аверс)

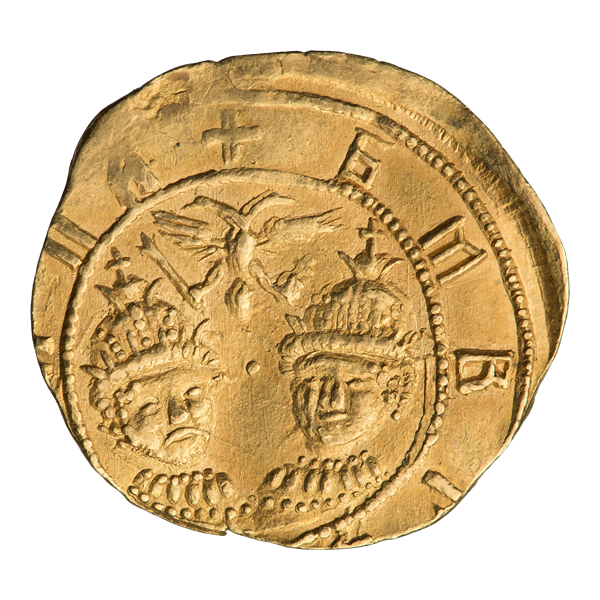
Угорский Софьи Алексеевны (реверс)

По «проволочной» технологии проходила чеканка большего количества золотых в 1/4 «угорского». На них двуглавый орел изображен без нагрудного щита. Золотые в 1/4 «угорского» с именем Михаила Федоровича имеют правильную форму и надпись на реверсе. Для чеканки золотых копеек и денег применяли штемпели обычных монет от «денежного дела». Сохранился золотой в 1/2 «угорского», изготовленный в период правления Михаила Федоровича. Золотой помещен в серебряную оправу с напаянным ушком. На одной стороне монеты есть изображение орла в точечном кругу, на другой стороне — надпись в пять строк с именем и титулом государя. На серебряной оправе монеты содержится круговая надпись:

«ЛЪТА ЗРМИ ГОДУ ГОСУДАРЬ ПОЖАЛОВАЛЪ ЗА СЛУЖБУ СТОЛЬНИ — КА ВАСІЛЯ ОЕОИЛАТЬЕВА».

Первым владельцем этой монеты был дворянин Василий Григорьевич Фефилатьев. Существуют предположения, что это была награда представителю древнего боярского рода, который сумел проявить себя во время отражения набега крымских татар на южные территории, который как раз произошел в 1640 году.
В 1639—1640-х годах жалованные золотые монеты получали военные, которые проявили себя в отражении набега крымских татар.
В 1654 году вышел Именной Указ, согласно которому отчеканили 70 тысяч золотых монет разного достоинства. Эти монеты нужны были для передачи казачьим войскам Богдана Хмельницкого. Сам Богдан Хмельницкий получил в награду золотой весом в 7 угорских. Его сын получил золотой весом в 4 угорских, а писарь войска — в 6 угорских. Образец этой награды был включен в число экспонатов выставки «Золотые монеты в истории династии Романовых». Некоторые из золотых монет Алексея Михайловича содержат дату 1654 год — как раз эти монеты использовались для награждения войск Богдана Хмельницкого. Монеты в 1/2 червонца Алексея Михайловича, которые датированы 1654 годом, стали первым известным случаем, когда использовались арабские цифры для обозначения года и это первый случай датировки «От Рождества Христова» на русских монетах.
В конце XVI века Москву посетил англичанин Джильс Флетчер, который отмечал характер пожалований:

«Тому, кто отличится храбростью перед другими или окажет какую‑либо особенную услугу, царь посылает золотой с изображением св. Георгия на коне, который носят на рукавах или шапке, и это почитается самой большой почестью, какую только можно получить за какую бы то ни было услугу» 
.
К золотым жалованным монетам относится наградной медальон царевны Софьи. Существуют достоверные источники, которые подтверждают чеканку двух таких наград. Первая из них была вручена боярину-воеводе Федору Долгорукому за Первый крымский поход 1687 года, которым руководил князь Василий Голицын. Вторую награду получил Федор Головин, после того, как заключил Нерчинский мирный договор с Китаем в 1689 году. Эти медальоны были созданы золотых дел мастерами Оружейной палаты. Чеканка сторон медальонов проходила отдельно и была скреплена ушком. Вес каждого медальона составил 7 угорских
Была создана целая серия жалованных монет, которыми награждали за Первый Крымский поход в 1687 году. На этих монетах были изображены портреты Ивана Алексеевича и Петра Алексеевича на лицевой стороне, а на оборотной стороне портрет правительницы царевны Софьи Алексеевны (1682—1689). Крупные жалованные монеты из этой серии изготавливались вручную. Для выполнения работ были привлечены Золотая и Серебряная мастерские палаты Московского Кремля. Был создан крупный золотой медальон, той же серии, что и 7 «угорских». Эти жалованные монеты предназначались для воевод высокого ранга. 14 августа 1687 года, боярин Б. П. Шереметев выехал навстречу войску, которое возвращалось из Крыма, чтобы вручить золотые разного веса и размера, а князь В. В. Голицын получил украшенный драгоценными камнями золотой, стоимость которого составила 300 червонцев. Этот золотой хранится в Оружейной палате Московского Кремля. Выдача жалованных монет растянулась по времени, некоторые люди продолжили получать их весной 1688 года.
В январе 1688 года произошел случай, когда из Разряда в приказ Казанского дворца передали 1389 золотых, вес которых составлял 1/4 червонца. Они были предназначены для ратных людей Низовых городов. Дьяк П. Ф. Оловянников послал одинаковые золотые, не учитывая различия в сословиях, которые существовали между награждаемыми людьми. Казанский приказ запросил объяснений у правительства, с целью выяснить, как именно награждать людей.
На крупных жалованных золотых монетах XVII века размещалась круговая надпись с царским титулом, которая начиналась на аверсе монеты и завершалась на реверсе:

«Божиею милостию (мы) великий государь, царь и великий князь (имя и отчество) всея России самодержец».

Когда чеканились монеты смежных «достоинств» (в 8-3 «угорских», в 2, 1 1/2, 1, 3/4, 2/3 «угорского») обычно мастера использовали одни и те же штемпели. Лицевые штемпели, обычно переходили в чеканку следующему правителю. На русских жалованных золотых монетах, весом в «угорский» 3/4 и 2/3 угорского, есть следы перечеканки из венгерских, голландских, и прочих европейских дукатов.
Жалованные монеты, весом в 1/2 и 1/4 «угорского» представляли собой переходную степень от чеканенных на кружках монет к золотой копейке и золотой деньге, чеканка которых проходила по специальной технологии на кусочках расплющенной проволоки.

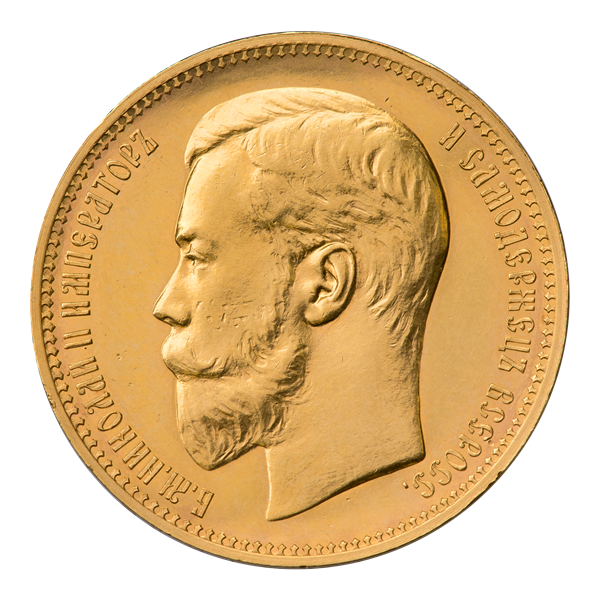
37 рублей 50 копеек (аверс)

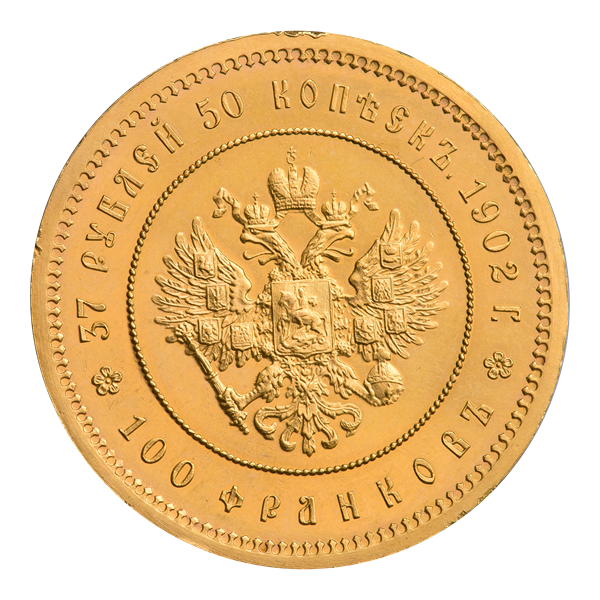
37 рублей 50 копеек (реверс)

Существовали жалованные монетовидные награды 1702 года, на которых был портрет Петра I. К жалованным монетам относились и «крестильные» червонцы. Вначале Петр I вручал их своим крестникам, затем стал жаловать поданным. Такие червонцы изготавливали зарубежные мастера, которые в своей работе использовали машины, приобретенные Петром I купил во время Великого посольства в Западную Европу в 1697—1698 годах. Вначале эти машины работали на Кадашевском, а со временем стали работать на Красном монетном дворе в Москве.
Существовали монеты в один червонец, доли червонца и несколько червонцев, которые выпускались при Федоре Алексеевиче, Алексее Михайловиче и правительнице Софье. Они не были платежными единицами и были нужны для награждения ратных людей.
На жалованных золотых братьев Ивана и Петра Алексеевичей были нанесены изображения двуглавых орлов по обеим сторонам, была сделана круговая надпись с именами и титулами государей:

«Божиею милостию мы великие государи и цари и великие князи — Иоанн Алексеевич, Петр Алексеевич всея России самодержцы»
.
В начале XVIII века награждать за подвиги в военном деле стали не золотыми и позолоченными монетами, а медалями и орденами.
В начале XX века некоторые золотые монеты изготавливали также для личных царских подарков. Одна из таких монет — крупная золотая монета 37 рублей 50 копеек — 100 франков 1902 года Николая II.

## Жалованные золотые
К жалованным золотым XVII века относились такие монеты:
- Золотой в 3/4 угорского[12].
- Золотой в 1/2 угорского[13].
- Денга золотая[14].
- Копейка золотая[15].
- Золотой в 1/4 угорского 1654 года[16].
- Золотой угорский[17].
- Золотой 3/4 угорского[16].
- Золотой в 7 червонцев для участников Первого Крымского похода в 1687 году[18].
- Золотой в два червонца для участников Троицкого похода 1682 года[19].
- Золотой червонец для участников Первого Крымского похода 1687 года[20].
- Золотой в один угорский за Крымские походы 1687 и 1689 гг[21].
- Золотой в половину угорского за Крымские походы 1687 и 1689 гг[22].
- Золотой в ¼ червонца для участников Первого Крымского похода 1687 г[23].
- Золотой в ¼ червонца для участников Первого Крымского похода 1687 г[24].
- Золотая монетовидная медаль в десять червонцев 1702 г. («Крестильный рубль») с надписью: «1702 ГОДУ МАРТА ПЕРВАГО ЧИСЛА»[25].
- Золотая монетовидная медаль в 2 ½ червонца 1702 г. («Крестильный четвертак») с надписью: «1702 ГОДУ ФЕВРАЛЯ ПЕРВАГО ЧИСЛА»[26].